# Roberto Riva (musicista)
Roberto Riva (Erba, 6 ottobre 1957) è un chitarrista italiano di flamenco. Compositore e grande virtuoso di chitarra flamenco, è stato il primo chitarrista a portare il flamenco in Italia.

## Biografia
Nasce a Erba (Italia) dove incomincia a suonare in giovane età grazie al suo talento naturale. Accanto agli studi classici, intravede strade innovative nel flamenco di Paco de Lucía che fin dai primi anni  incomincia a studiare e interpretare. Si perfeziona poi in Spagna con i maestriPaco Peña e Manolo Sanlucar. Comincia a esibirsi giovanissimo, ma è verso la fine degli anni ’70 che avvia professionalmente l'attività concertistica e didattica. Fin dai primi anni, la critica, oltre a evidenziare il merito per essere il primo musicista italiano nella diffusione del flamenco, esprime unanimi consensi definendolo l’artefice in Italia di una nuova espressione chitarristica. Nei suoi numerosi concerti riesce a risaltare la centralità della chitarra dandole un ruolo solistico e principale, presentandosi spesso con una propria formazione di musica e danza, il Grupo Flamenco Rivas, in cui fanno parte diversi artisti spagnoli, non mancando di esibirsi in altri contesti da solo. Vince classifiche nazionali come miglior chitarrista italiano di flamenco (pubblicato da  Chitarre (rivista)) e viene  presentato nei primi posti nelle classifiche internazionali (Chitarre (rivista)). Nel corso della sua carriera registra per varie emittenti private e nazionali tra cui la televisione nazionale spagnola e la RAI per la quale esegue nel 1987 ad Aosta il “Concerto di chitarra flamenco”. Negli anni seguenti incide per la Ducale "Noche Flamenca" (anno 1988) e "Flamenco/Chico Calun" (anno 1996) con brani di sua composizione, ma anche in campo didattico realizza nel corso di alcuni anni un'opera completa per l'apprendimento della chitarra flamenco dal titolo Trilogia Flamenco composta da: "Para Tocar Flamenco" (Edizioni musicali Curci /anno 1993),  "Roberto Riva - La chitarra Flamenco" (Playgame Music/anno 1997),  "Aficionados” (Edizione Sinfonica/anno 2012). A partire dal 1989 fino al 2012 collabora regolarmente con il magazine Guitar Club con la pubblicazione della prima rubrica italiana dedicata alla chitarra flamenco.

## Discografia
1. Noche Flamenca-Roberto Riva (Ducale) (1988)
2. Flamenco-Chico Calun (Ducale) (1996)

## Didattica
1. Para Tocar Flamenco (Edizioni musicali Curci) (1993)
2. Roberto Riva - La chitarra Flamenco (Playgame Music) (1997)
3. Aficionados (Edizione Sinfonica) (2012)